# Nymphargus wileyi
Nymphargus wileyi är en groddjursart som först beskrevs av Guayasamin, Bustamante, Almeida-Reinoso och Funk 2006.  Nymphargus wileyi ingår i släktet Nymphargus och familjen glasgrodor. IUCN kategoriserar arten globalt som otillräckligt studerad. Inga underarter finns listade i Catalogue of Life.